# آنجانی‌آسانا

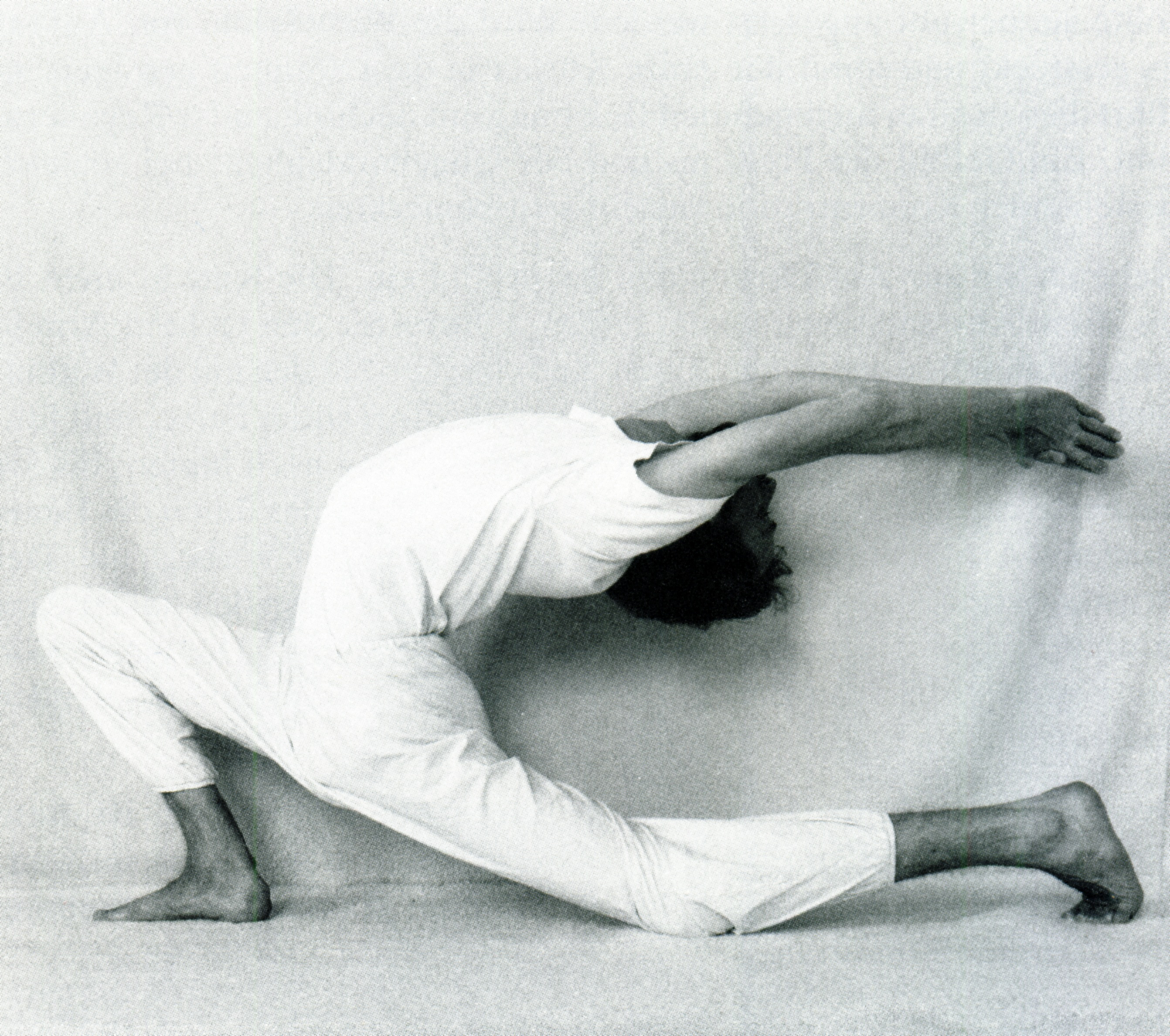
آنجانی‌آسانا

آنجانی آسانا (به سانسکریت: अञ्जनेयासन)، حالت هلال ماه.

## ریشه‌شناسی و ریشه‌ها
anjaneya (پسر آنجانی) و آنجانی نام مادر هانومان یک شخصیت اصلی در حماسه رامایانا است. مانند بسیاری از آساناهای ایستاده، آنجانی آسانا در هاتا یوگای قرون وسطایی ناشناخته بوده و در قرن بیستم از هنرهای رزمی هند به یوگا مدرن وارد و استفاده شده‌است.

## شرح
به اوتاناسانا رفته و همزمان با خم کردن زانوی چپ، پای راست را عقب ببرید؛ زانو و رویه پا را روی زمین بگذارید. پای راست را تا جایی عقب ببرید که زانوی چپ بالای پاشنه پای چپ قرار گیرد. دستها همچنان صاف هستند و طرفین پای چپ قرار دارند.
با دم تنه را بلند کنید و دستها را بالا بکشید تا به زمین عمود شوند. دنبالچه را داخل بکشید. سر را کمی عقب برده و بالا را نگاه کنید.